# Pato Siebenhaar
Pato Siebenhaar (født Martin Siebenhaar 4. august 1977 i Dragør) er en dansk sanger og producer. Han startede sin musikalske karriere i ska-bandet Furillo som guitarist og har gjort sig bemærket som solokunstner, dj og producer.
I 2004 gik Furillo i opløsning, hvorefter Pato som den første kunstner fik en pladekontrakt på Jokerens selskab Flamingo Records. Det førte i 2005 til debutalbummet Music For Early Birds & Nighthawks, der bød på skramlet rock og rap blandet med hiphop beats, rock, ska, blues og reggae. Han spillede koncerter på Roskilde Festival og Smukfest.
Singlen "Nighthawks" blev et mindre hit i Danmark – ikke mindst efter at have været Ugens Uundgåelige på P3.
I 2007 etablerede Pato Siebenhaar sit eget pladeselskab, Black Cheese Records.
I 2008 udgav Pato Siebenhaar med Ane Trolle under navnet Trolle//Siebenhaar albummet Couple Therapy. Singlen "Sweet Dogs" var Ugens Uundgåelige på P3 og var et top 100 hit i Tyskland.
I 2010 udgav Pato Siebenhaar med produceren Lasse Lyngbo pladen K Town Stomp som producerduoen White Pony. Singlen "Falling", der havde gæsteoptræden af Tobias Kippenberger fra The Floor is Made of Lava og Asbjørn Auring Grimm, var Ugens Uundgåelige på P3. White Pony var support for Nephew på deres 2010-tour og optrådte med dem, da de spillede på Orange Scene på Roskilde Festival samme år.
I 2011 afholdt Pato Siebenhaar med Roskilde Festival Black Cheese Night på festivalens skatescene, hvor Dixone, PiffPaff, Specktors, Klumben, Kidd og Topgunn var gæster.
I 2012 udgav Pato Siebenhaar sit andet soloalbum Ca. lige her. Singlen "Gå for det" var Ugens Uundgåelige på P3. Sangen "Fladt land" med gæsteoptræden af Aalborg-rapperen Danni Toma er pga. sin samfundskritiske tekst brugt i danskundervisning på folkeskole- og gymnasieplan.[kilde mangler] Spillede  koncerter i bl.a. Vega, Gimle og på Smukfest.  
Han udgav i 2012 Black Cheese Mixxtape Vol. 2 som mobil-app og download; her gæsteoptrådte Topgunn, Raske Penge, Danni Toma, Gee Monster, Klumben, House Of Pain, Ulige Numre, Jokeren, Kesi, Kidd og Blæs Boogie.  
I 2013 remixede han S!vas' debut-EP D.A.U.D.A. i en dub/reggae-udgave, der blev lagt på Soundcloud. I 2014 gjorde han det samme med opfølgeren D.A.U.D.A. II.
I 2014 deltog Pato Siebenhaar i tv-serien Masterchef sæson 4, hvor han fik en fjerdeplads.
Han udgav i 2015 på Universal Records ep'en Skarp med Shaka Loveless, Anden og Sluzh, med co-produktioner af Topgunn, Pitchshifters og Klumben. 
I 2016 genindspillede han sin debutsingle "Nighthawks" i anledning af tiåret for udgivelsen med bl.a. Tobias Elof på ukulele. Han tog på danmarksturné med den firedobbelte danske DMC-mester DJ Graded.
Han har produceret musik og tekst til Danmarks Radio Ramasjang-serien Luk op luk i i 2017 med Katrine Bille og Thomas Buttenschøn og har produceret musikken i de næste sæsoner.
I 2017 udgav han sit tredje soloalbum Felix på sit eget label Black Cheese Records.
Pato Siebenhaar begyndte at arbejde med management i 2017 og har haft succes med bl.a. med metalbandet Natjager, Goldie 6is og Sosa, der alle tre har optrådt på Roskilde Festival, i Sosas tilfælde tre gange på to år, i 2022, to gange på samme dag som opvarmning for Suspekt og 2023 på Arena Stage.
Dannede i 2023 Ska og Boss Reggae bandet The Chains, der optrådte på heavy metal festivalen Copenhell i 2024.

## Diskografi

### Albums
- 2002: Furillo - Break The Game (Wolverine Records)
- 2005: Music For Early Birds & Nighthawks (Flamingo Records/Universal Records)
- 2008: Trolle//Siebenhaar - Couple Therapy (Remee & Friends)
- 2010: White Pony - K Town Stomp (Art People)
- 2011: Black Cheese Mixxtape Vol. 1 (Black Cheese Records)
- 2012: Ca. Lige Her (EMI Records)
- 2012: Black Cheese Mixxtape Vol. 2 (Black Cheese Records)
- 2013: Sivas - DUBDAUDA 1
- 2014: Sivas - DUBDAUDA 2
- 2015: Skarp (EP) (Universal Records)
- 2016: Gå Nu Hjem / Trøst (EP) (Black Cheese Records)
- 2017: Felix (album) (Black Cheese Records)
- 2018: Luk Op, Luk I (Sæson 1) (Danmarks Radio)
- 2019: Luk Op, Luk I (Sæson 2) (Danmarks Radio)
- 2020: Luk Op, Luk I (Sæson 3) (Danmarks Radio)
- 2024: The Chains - Crying On The Dancefloor (Black Cheese Records)